# Diplectria barbata
Diplectria es un género monotípico de plantas fanerógamas pertenecientes a la familia Melastomataceae. Su única especie Diplectria barbata, es originaria del Sudeste de Asia.

## Taxonomía
El género fue descrito por (Carl Ludwig Blume) Ludwig Reichenbach y publicado en Der Deutsche Botaniker Herbarienbuch 174, en el año 1841. Su única especie Diplectria barbata fue descrita por (Wall. ex C.B.Clarke) Franken & Roos y publicado en Blumea 24(2): 415–416, f. 3A. 1978. 
Sinonimia
- Anplectrum barbatum Wall. ex C.B. Clarke
- Backeria barbata (Wall. ex C.B. Clarke) Raizada